# Patrick Chaboud
Pour les articles homonymes, voir Chaboud.
Patrick Chaboud  est un  comédien d’origine française né le 7 mai 1951 à Lyon, Bruxellois d’adoption depuis 1978, auteur, créateur, directeur artistique et metteur en scène de la troupe du Magic Land Théâtre.
Il crée la compagnie en 1975, à l’origine troupe de théâtre de rue itinérante. En 1978, Patrick Chaboud et sa troupe passent par la capitale belge, pour une escale temporaire qui dure depuis 28 ans. En 1994, la compagnie ouvre le lieu théâtral qui porte son nom, tout en poursuivant ses activités extérieures.
Il est également le créateur et l’animateur de la marionnette Malvira avec laquelle il participe à de nombreuses émissions de la Radio-Télévision Belge Francophone (RTBF) d’abord Lollipop (en compagnie de Philippe Geluck), puis Nouba Nouba, les Allumés.be et Ma télé bien-aimée.
Spécialiste de l'organisation et de la mise en scène de grands évènements populaires et des arts de la rue. Il participe à de nombreux évènements et animations comme comédien avec les Brigades du Gag ou directeur artistique comme pour la Zinneke Parade.
Il coécrit et met en scène également les spectacles d’autres comédiens comme Virginie Hocq et Sandra Zidani.

## Distinctions
- 2005 :  Officier de l'ordre de la Couronne[1]